# Pepsi Demacque
Pour les articles homonymes, voir Pepsi (homonymie).
Helen DeMacque, connue sous le nom de scène de Pepsi Demacque, est une chanteuse britannique née le 10 décembre 1958 à Paddington.

## Biographie
Helen DeMacque est née à Paddington, un quartier de la cité de Westminster.
En 1983, elle devient choriste pour le groupe Wham!, jusqu'en 1986. C'est dans celui-ci qu'elle fait la connaissance de Shirlie Holliman, avec qui elle forme un duo appelé Pepsi & Shirlie. Helen adopte alors son nom de scène : Pepsi Demacque. En 1987, elles sortent l'album All Right Now et remportent un succès avec la chanson Heartache. En 1991, leur deuxième album, Change, passe inaperçu. Pourtant, il contient une chanson intitulée Someday qui est écrite et produite par George Michael. Le duo se sépare à cette époque.
En 1999, Pepsi Demacque collabore avec Mike Oldfield et intervient sur son album The Millennium Bell. Elle participe également à sa tournée Then & Now.
En 2000, Pepsi et Shirlie se réunissent pour faire partie des chœurs de la chanson Bag It Up de Geri Halliwell. En 2011 et en 2016, le duo participe à la tournée Here and Now, qui rassemble des chanteurs célèbres dans les années 1980.
En février 2017, lors des Brit Awards, elle honore la mémoire de son ami George Michael avec Andrew Ridgeley et Shirlie Holliman.

## Discographie

### Avec Pepsi & Shirlie
- 1987 : All Right Now
- 1991 : Change

### Avec Mike Oldfield
- 1999 : The Millennium Bell